# Radovesnice I
Radovesnice I jsou obec ležící v okrese Kolín asi 5 km jihozápadně od Kolína. Žije zde 378 obyvatel.
Radovesnice I je také název katastrálního území o rozloze 3,01 km².

## Historie
První písemná zmínka o obci pochází z roku 1266, své jméno nese po svém prvním majiteli Vícemilovi z Radovesnic. Od 1. ledna 1988 do 23. listopadu 1990 byla obec součástí města Kolín.
V roce 2011 zde bylo evidováno 146 adres.

### Územněsprávní začlenění
Dějiny územněsprávního začleňování zahrnují období od roku 1850 do současnosti. V chronologickém přehledu je uvedena územně administrativní příslušnost obce v roce, kdy ke změně došlo:
- 1850 země česká, kraj Pardubice, politický i soudní okres Kolín[7]
- 1855 země česká, kraj Čáslav, soudní okres Kolín
- 1868 země česká, politický i soudní okres Kolín
- 1939 země česká, Oberlandrat Kolín, politický i soudní okres Kolín[8]
- 1942 země česká, Oberlandrat Praha, politický i soudní okres Kolín[9]
- 1945 země česká, správní i soudní okres Kolín[10]
- 1949 Pražský kraj, okres Kolín[11]
- 1960 Středočeský kraj, okres Kolín
- 2003 Středočeský kraj, obec s rozšířenou působností Kolín

### Rok 1932
Ve vsi Radovesnice (441 obyvatel) byly v roce 1932 evidovány tyto živnosti a obchody: 2 hostince, kolář, kovář, obchod s mlékem, pekař, sadař, 2 obchody se smíšeným zbožím, trafika, velkostatek.

## Památky
- Zámek: je zapsán do Ústředního seznamu nemovitých kulturních památek ČR (číslo rejstříku ÚSKP 21972/2-842). Památkově chráněny jsou tyto objekty: zámek čp. 1, starý zámek, chlév, sýpka, zeď terasy, park, ohradní zeď, brány.[13] Zámek je nyní v soukromém vlastnictví a není přístupný. V uplynulých letech ho současný majitel téměř kompletně opravil.
- Barokní sýpka postavená v letech 1790–1791 (památkově chráněna spolu se zámkem).
- Roubená chalupa z poloviny 19. století (ulice Úzká čp. 32).

## Doprava
Dopravní síť
- Pozemní komunikace – Do obce vedou silnice III. třídy. Ve vzdálenosti 2 km vede silnice II/125 Libice nad Cidlinou – Kolín – Uhlířské Janovice – Vlašim.
- Železnice – Železniční trať ani stanice na území obce nejsou.

Veřejná doprava 2025
- Autobusová doprava – Z obce vedly autobusové linky např. do těchto cílů: Kolín, Kouřim, Sázava (dopravce ČSAD POLKOST, spol. s r.o., s. r. o.).[14] Do roku 2018 do obce také zajížděla linka MHD Kolín číslo 12 (dopravce Veolia transport východní Čechy, a. s.).

## Fotogalerie

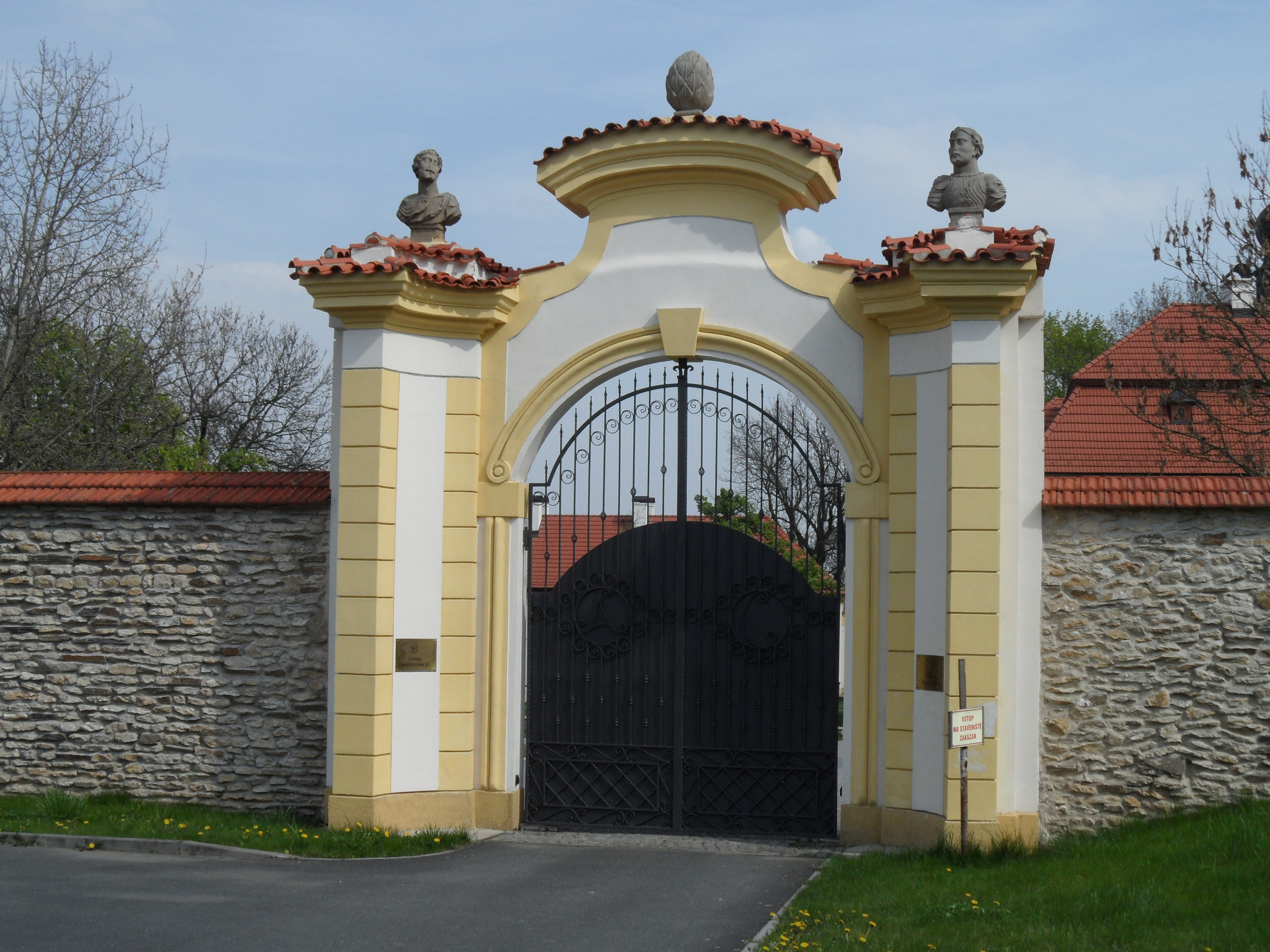
Západní brána zámku (u sýpky)
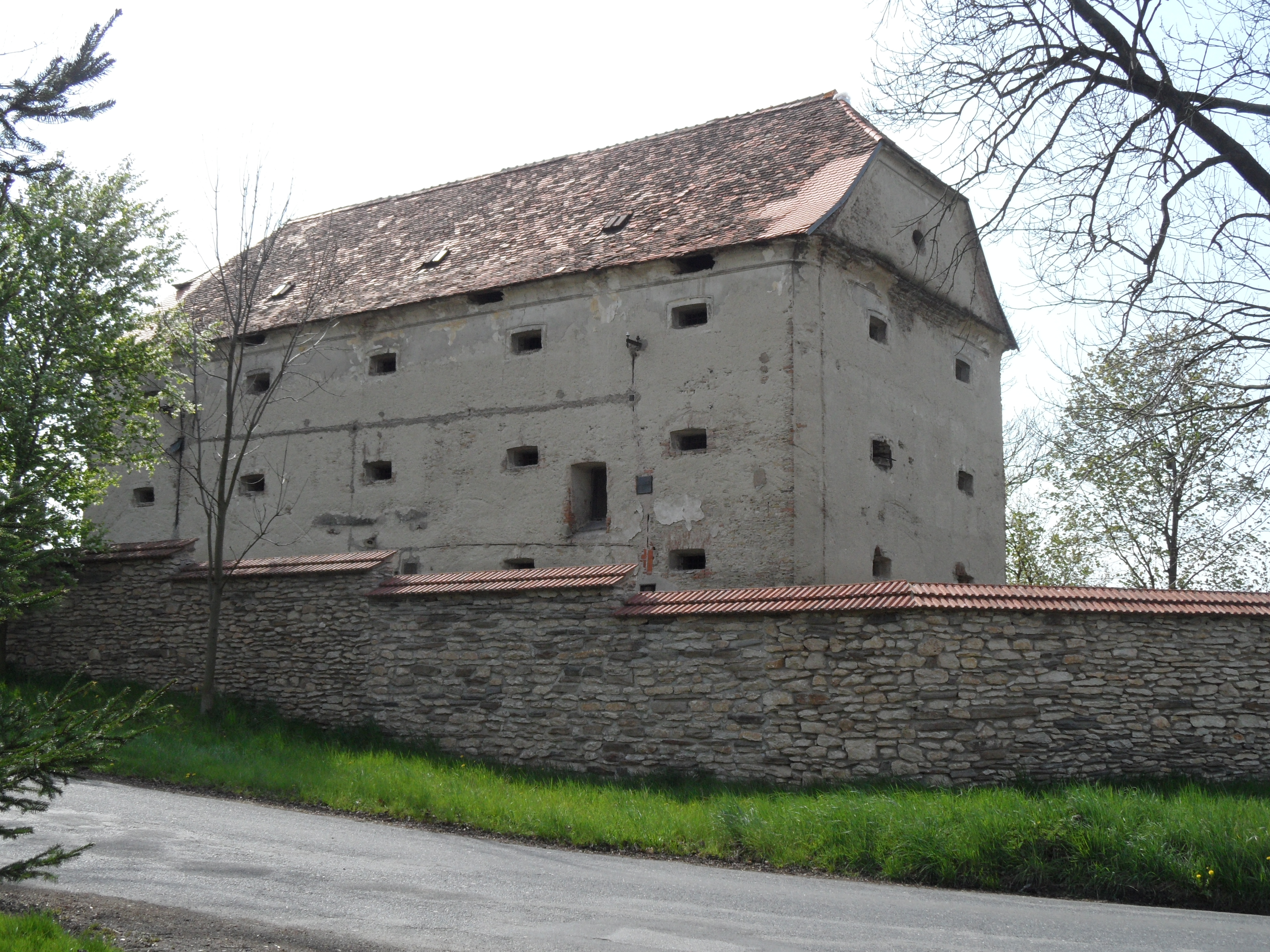
Barokní sýpka
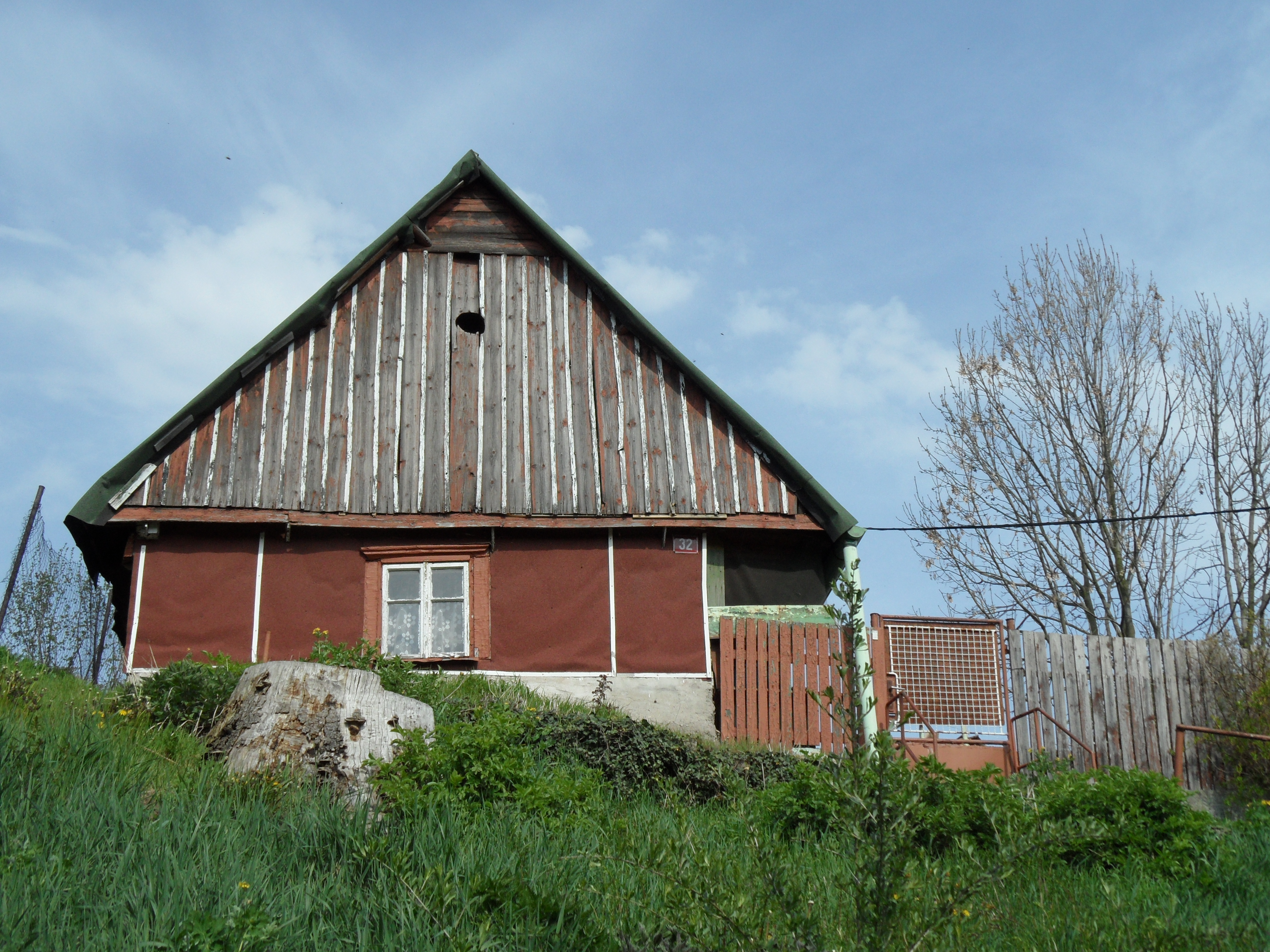
Roubená chalupa čp. 32
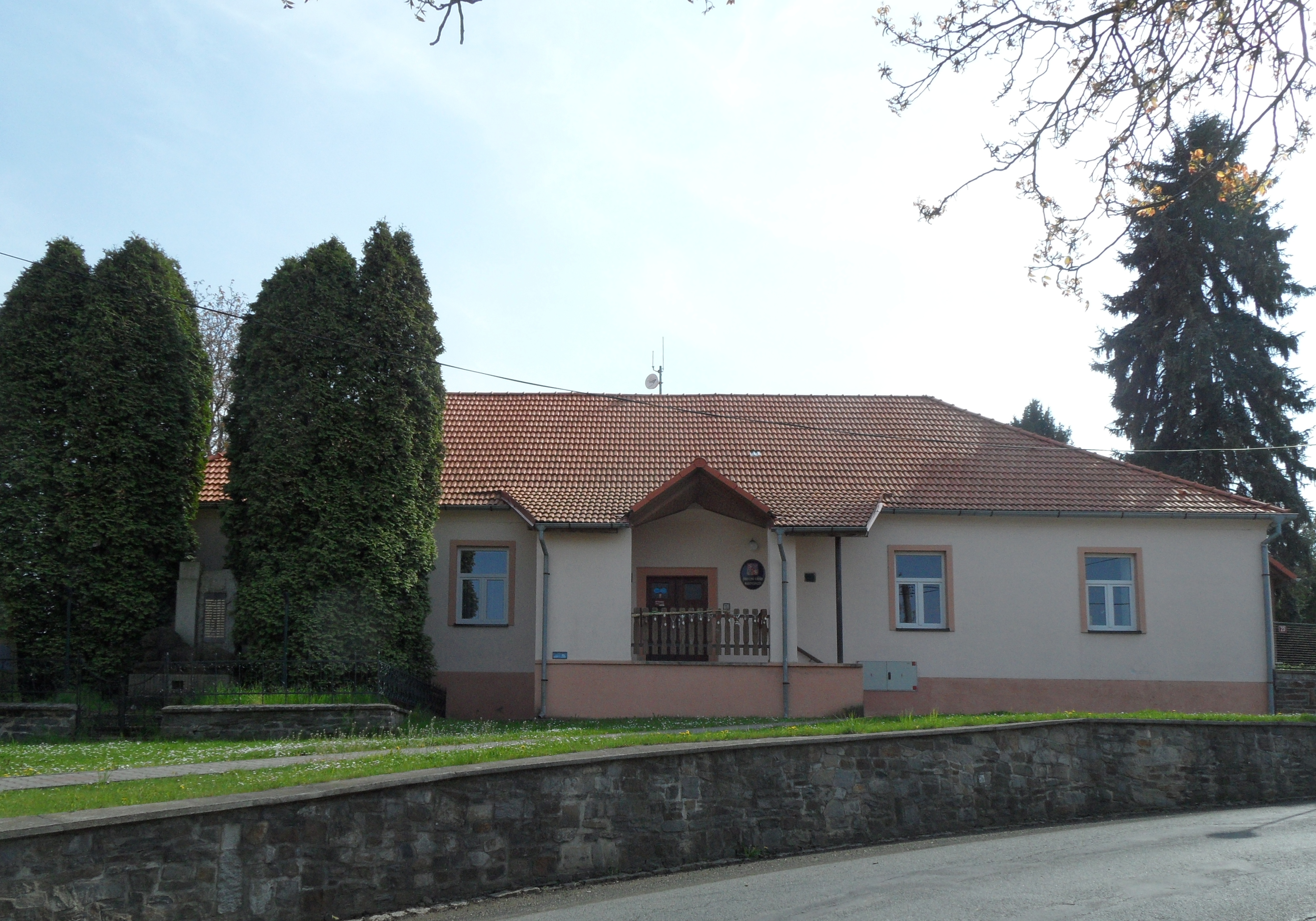
Obecní úřad
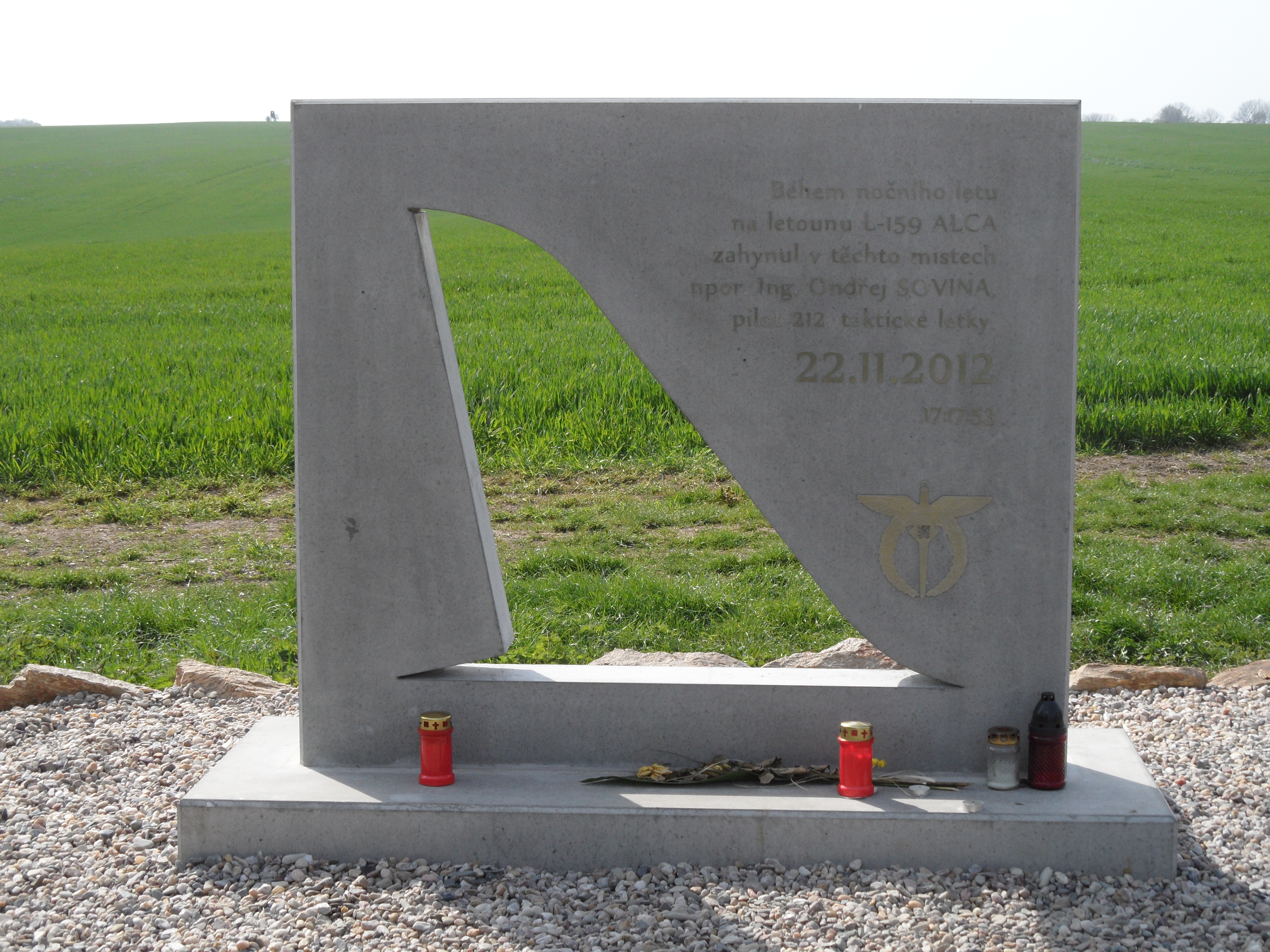
Památník letecké havárie